# Слизький Іван Федорович
Іва́н Фе́дорович Слизьки́й (7 (19) вересня 1896, місто Конотоп, нині Сумської області — 13 грудня 1984, місто Кам'янець-Подільський Хмельницької області) — український радянський історик, краєзнавець, педагог. Кандидат історичних наук (1954), доцент.

## Біографія
Закінчив 1909 року церковнопарафіяльну школу. Учасник громадянської війни в Україні. 1925 року закінчив соціально-економічний факультет Київського інституту народної освіти (нині Київський національний університет імені Тараса Шевченка). У 1930—1941 роках — науковий, від 1934 року — старший науковий працівник науково-дослідного інституту марксизму-ленінізму АН УРСР, історико-археографічного інституту АН УРСР, Українського історичного музею.
1934 року піддав нищівній критиці Катерину Антонович-Мельник за «націонал-фашистські настанови» у виданому нею першому томі «Творів» її чоловіка — Володимира Антоновича .
1941 року відбув в евакуацію в Свердловську область. Викладав курс основ марксизму-ленінізму в хіміко-технологічному інституті молочної промисловості, історію в середній школі.
Від 1 липня 1944 року до 1 вересня 1952 року — завідувач кафедри історії Кам'янець-Подільського учительського (згодом — педагогічного) інституту (нині Кам'янець-Подільський національний університет імені Івана Огієнка). Публікував розлогі ідеологічні статті в місцевій пресі . 1953 року захистив кандидатську дисертацію: «Ревкоми і комбіди Поділля в боротьбі за встановлення і зміцнення Радянської влади (1917—1919)».
16 жовтня 1960 року вийшов на пенсію, працював на пів ставки, від 9 вересня 1965 року — з погодинною оплатою на заочному відділі. Завершив викладацьку роботу 1 вересня 1968 року.
Учасник першої, другої та третьої Подільських історико-краєзнавчих конференцій (1965, 1968, 1970).